# اندی بیزلی
اندی بیزلی (انگلیسی: Andy Beasley؛ زادهٔ ۱۵ فوریهٔ ۱۹۶۴) بازیکن فوتبال اهل بریتانیا است.
از باشگاه‌هایی که در آن بازی کرده‌است می‌توان به باشگاه فوتبال منزفیلد تاون، باشگاه فوتبال دونکستر راورز، باشگاه فوتبال پیتربورو یونایتد، باشگاه فوتبال لوتون تاون، باشگاه فوتبال چلتنهام تاون، باشگاه فوتبال بریستول راورز، و باشگاه فوتبال چسترفیلد اشاره کرد.